# Вурен
Вурен (на нидерландски: Voeren) е селище в Североизточна Белгия, окръг Тонгерен на провинция Лимбург. Общината Вурен е откъснат от останалата част на Фламандския регион и граничи с Валония на юг и с Нидерландия на север. Населението на селището е около 4260 души (2006).